# Helij (mitologija)
Helij (tudi Helios) je v grški mitologiji bog sonca. 
Helij je bil sončni bog, sin Titana Hipejrona. Vsak dan se je na zlatem vozu vozil po nebu, večere pa je preživljal na otoku Blaženih. Olimp je obveščal o dogodkih na zemji.